# J League Winning Eleven 2010
J-League Winning Eleven 2010 Club Championship fue la última entrega de la serie J.League Winning Eleven. Este juego es el sucesor del J.League Winning Eleven 2009 Club Championship y su lanzamiento fue el 5 de agosto del 2010, exclusivamente en territorio japonés. Toma como base los elementos y el motor del PES 2010 de PlayStation 2. Este juego solo cuenta con equipos de clubes (excepto las selecciones nacionales) y equipos de (entonces) las 2 divisiones de la J. League, sumando 36 equipos. El juego también cuenta con 118 equipos extranjeros pertenecientes a la Premier League, Ligue 1, Serie A, Eredivisie, Primera División y una selección de equipos de otras ligas.

### Ligas
Licenciadas
- J. League Division 1
- J. League Division 2
- Ligue 1
- Eredivisie

Licencia parcial
- Premier League (solo un equipo licenciado)
- Serie A (solo 6 equipos licenciados)
- Primera División (solo 10 equipos licenciados)

### Clubes
Los clubes de la Eredivisie, Ligue 1 y los siguientes se encuentran completamente licenciados:
|  | - Dinamo Zagreb - Manchester United - Olympiacos - Panathinaikos - ACF Fiorentina - FC Internazionale Milano - Juventus FC - AC Milan - AS Roma - U.C. Sampdoria | - Benfica - Porto - Sporting CP - CFR Cluj - Celtic - Rangers - Red Star Belgrade - Unirea Urziceni - Athletic Club - Atlético Madrid - FC Barcelona | - Deportivo La Coruña - Espanyol - Mallorca - Racing Santander - Real Madrid - Sevilla - Villarreal - Beşiktaş - Fenerbahçe - Dynamo Kiev |